# Diana Ossana
Diana Ossana es una escritora y guionista estadounidense. 
Ha colaborado escribiendo guiones para cine y televisión con Larry McMurtry, ganador del premio Pulitzer, desde que comenzaron a trabajar juntos en 1992.

## Biografía
Nació en Saint Louis, Misuri (Estados Unidos). Su padre emigró de Italia en 1937.
Estudió Literatura Inglesa y Ciencias Políticas en la Universidad de Nuevo México Este, en Portales, Nuevo México. En Tucson (Arizona) creó un bufete de abogados criminalistas.
Diana Ossana y Larry McMurtry son coautores del guion de la película de 2005 Brokeback Mountain por el que ganaron el premio Óscar y que fue dirigida por Ang Lee. El guion está basado en una historia corta del mismo nombre de Annie Proulx. Ambos ganaron con este guion además el Globo de Oro al Mejor Guion. Además, Diana Ossana es productora de la película.

## Premios y distinciones
Premios Óscar
| Año  | Categoría            | Película           | Resultado |
| ---- | -------------------- | ------------------ | --------- |
| 2006 | Mejor película       | Brokeback Mountain | Nominada  |
| 2006 | Mejor guion adaptado | Brokeback Mountain | Ganadora  |

Globos de Oro
| Año  | Categoría                   | Película           | Resultado |
| ---- | --------------------------- | ------------------ | --------- |
| 2005 | Globo de Oro al mejor guion | Brokeback Mountain | Ganadora  |